# Henry Clifton Sorby

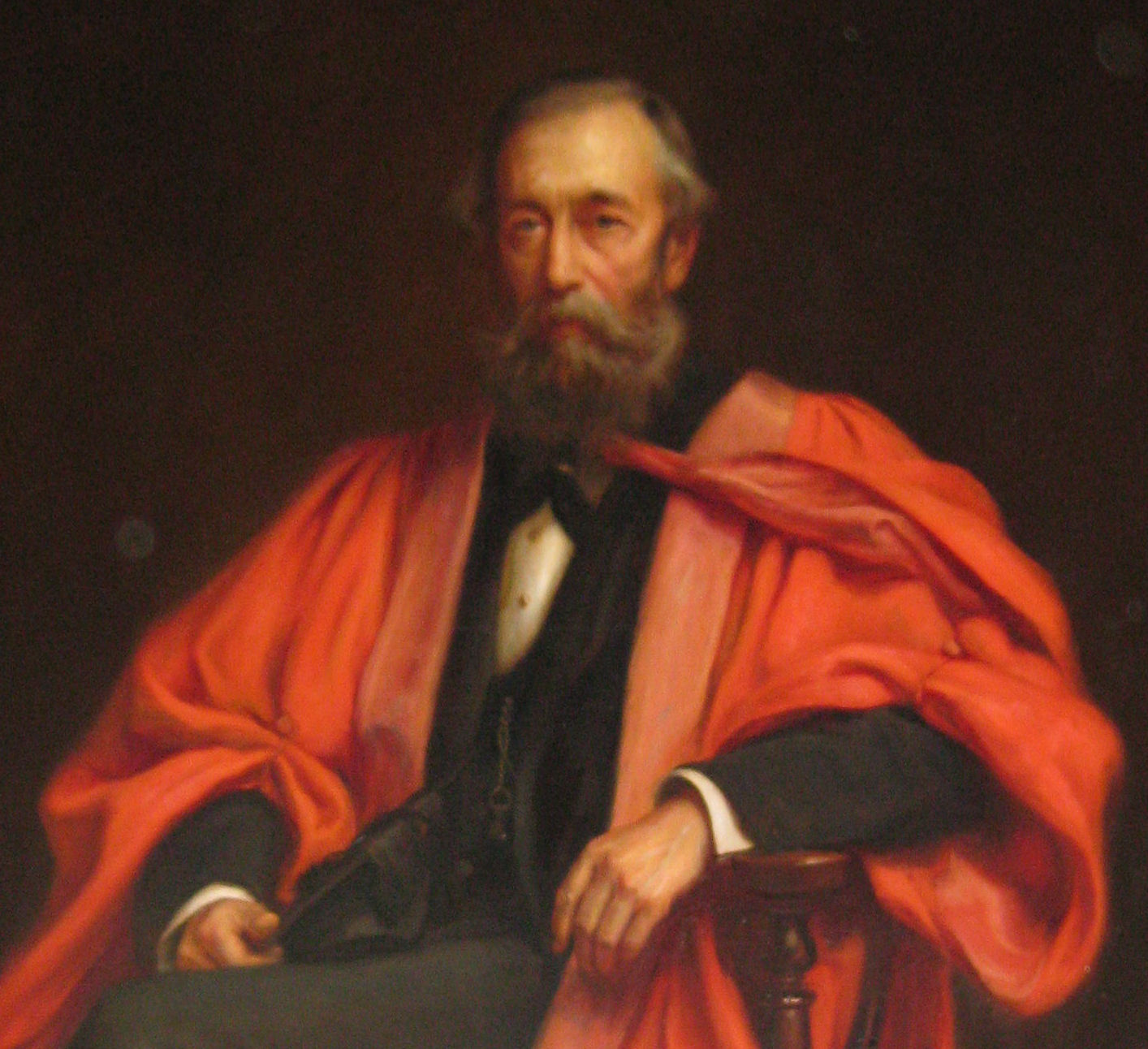
Henry Clifton Sorby na portrecie z około 1890 roku

Henry Clifton Sorby (1826–1908) – angielski geolog, petrograf i metaloznawca. 

## Życiorys
Twórca naukowych podstaw petrografii. Jako pierwszy badacz zastosował mikroskop polaryzacyjny w badaniach skał i metali. Opracował zasady oznaczania minerałów na podstawie ich właściwości optycznych. Jest autorem dzieła On the Microscopical Structure of Crystals. 
W 1869 roku Sorby dostał Medal Wollastona, nagrodę przyznawaną za osiągnięcia w badaniach geologicznych i pokrewnych przyznawaną przez Londyńskie Towarzystwo Geologiczne.
Na cześć Sorby'ego nazwano grupę grzbietów na powierzchni Księżyca o średnicy około 80 km. Są to tzw. Dorsa Sorby.